# Season of Mist
Season of Mist es una compañía discográfica independiente y un distribuidor con subsidios en Francia y los Estados Unidos. El sello discográfico fue fundado en 1996 por Michael S. Berberian en Marsella, Francia. Iniciaron lanzando álbumes de bandas de black metal, metal pagano y death metal, pero después se centraría en lanzar discos de bandas de avant-garde metal, metal gótico y Punk. Season of Mist es ampliamente conocida por ser uno de los sellos discográficos más grandes de la escena del metal extremo. La disquera tiene dos instituciones, una en Marsella, Francia y la otra en Filadelfia, Estados Unidos.

## Música
En un principio, Season of Mist se enfocaba en lanzar material de bandas de metal extremo tales como Oxiplegatz, Bethzaida y Kampfar. Con la inclusión de bandas famosas tales como Mayhem, la disquera optó por lanzar material de bandas de black metal solamente, tales como Carpathian Forest, Rotting Christ, Arcturus y Solefald. Tiempo después, Season of Mist se enfocó a lanzar discos de bandas de avant-garde metal y metal gótico.

## Historia
Season of Mist fue formada en 1996, mientras su fundador, Michael S. Berberian concluía sus estudios de Ciencias Económicas Internacionales. Desde su graduación, se dedicó a trabajar en la disquera en tiempo completo. Season Of Mist, desde el 2002, funge también como distribuidora en territorio francés de otras grandes disqueras especializadas en el metal, tales como Metal Blade, Spinefarm y Napalm entre otras.